# Brännö kyrkogård

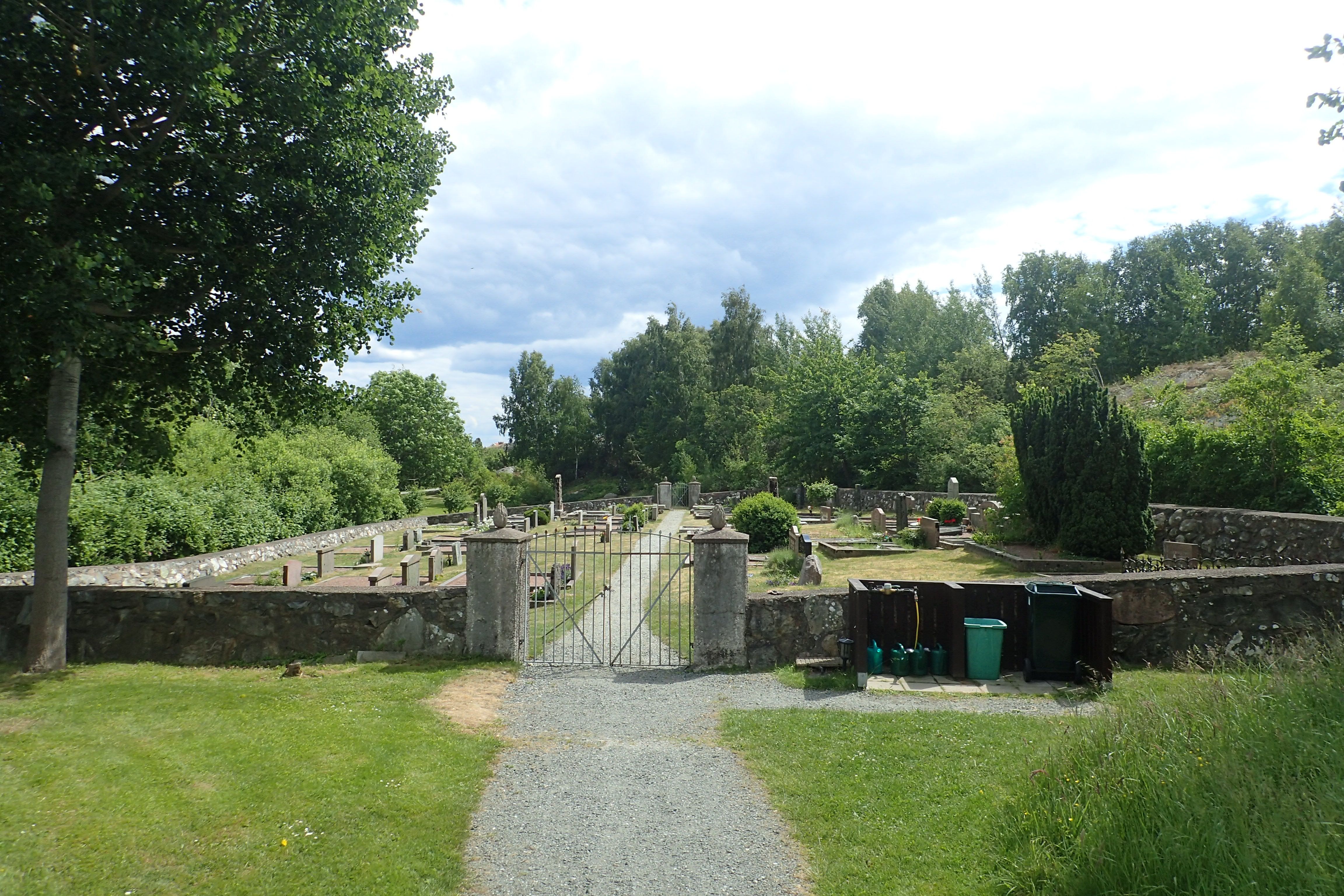
Brännö kyrkogård, juni 2016

Brännö kyrkogård är en kyrkogård på Brännö i stadsdelen Styrsö i Göteborg.
Kyrkogården är från 1850 och utvidgades 1980. Den ägdes fram till 1975 av Brännö Bys skifteslag, då den övertogs av Göteborgs kyrkliga samfällighet. Minneslunden, som invigdes 1993, är Göteborgs minsta. Kyrkogården har 122 gravplatser och är belägen på norra delen av ön.
Visdiktaren och sångaren Lasse Dahlquist ligger begravd på Brännö kyrkogård.